# Yannick Gerhardt
Yannick Gerhardt (ur. 13 marca 1994 w Würselen) – niemiecki piłkarz występujący na pozycji pomocnika w niemieckim klubie VfL Wolfsburg oraz w reprezentacji Niemiec. Wychowanek 1. FC Köln.
W reprezentacji Niemiec zadebiutował 15 listopada 2016 w zremisowanym 0:0 meczu towarzyskim z Włochami.
Jego siostra Anna również jest piłkarką.

## Statystyki kariery
(aktualne na dzień 23 sierpnia 2017)
| Klub               | Sezon              | Liga               | Liga  | Liga   | Puchar Niemiec | Puchar Niemiec | Europa | Europa | Suma  | Suma   |
| Klub               | Sezon              | Liga               | Mecze | Bramki | Mecze          | Bramki         | Mecze  | Bramki | Mecze | Bramki |
| ------------------ | ------------------ | ------------------ | ----- | ------ | -------------- | -------------- | ------ | ------ | ----- | ------ |
| 1. FC Köln         | 2013/14            | 2. Bundesliga      | 29    | 3      | 2              | 0              | –      | –      | 31    | 3      |
| 1. FC Köln         | 2014/15            | Bundesliga         | 16    | 1      | 1              | 0              | –      | –      | 17    | 1      |
| 1. FC Köln         | 2015/16            | Bundesliga         | 29    | 2      | 1              | 0              | –      | –      | 30    | 2      |
| VfL Wolfsburg      | 2016/17            | Bundesliga         | 27    | 0      | 3              | 0              | –      | –      | 30    | 0      |
| Ogólnie w karierze | Ogólnie w karierze | Ogólnie w karierze | 101   | 6      | 7              | 0              | 0      | 0      | 108   | 6      |